# Jules de Laveaucoupet
Sylvain-François Jules Merle de la Brugière, conde de Laveaucoupet (28 de abril de 1806 en Saint-Sulpice-le-Dunois, Creuse - 18 de mayo de 1892) fue un general francés.

## Biografía
Era el hijo de Sylvie de la Celle y de su marido François Merle de la Brugière, emigrado y soldado en el ejército de Condé. François se convirtió en capitán en la Restauración borbónica.
En 1814 fue admitido en la La Flèche, después en Saint-Cyr en 1824, y recibió uno de los sables honorarios concedidos por Carlos X para los quince mejores graduados de Saint-Cyr. Hecho subteniente en el 34.º regimiento de línea, tomó parte en la conquista de Argelia y por consejo de su padre juró obedecer la nueva constitución de 1830. Retornó a Argelia en 1836 como aide-de-camp del general Trézel, con el que participó en la expedición Constantina de 1836. Por su conducta en esa campaña y por salvar al general Trézel después de que este cayera herido por una bala de mosquete, fue condecorado con la Légion d’honneur.
Castigando la revuelta popular de 15 de septiembre de 1841 en Clermont-Ferrand, muchos pidieron su ascenso pero este fue rechazado por Luis Felipe de Francia por pertenecer a una familia Ultrarrealista. Candidato a diputado en 1848, no fue elegido, aunque alcanzó el grado de coronel en 1851. En la campaña italiana fue jefe de Estado mayo de la división de Motte-Rouge del 2.º Cuerpo de Ejército a las órdenes de Mac-Mahon. Fue herido en el combate en Turbigo, y después en la batalla de Magenta.
Hecho general el 28 de febrero de 1868, recibió el mando de la 3.ª división del 2.º Cuerpo en 1870. Durante la guerra franco-prusiana el 2 de agosto de 1870 él y Bataille fueron encargados del reconocimiento que condujo a la batalla de Sarrebruck. Luchó en la batalla de Spicheren el 6 de agosto retirándose después a Metz, que se rindió el 28 de octubre, dejando a Laveaucoupet como prisionero. Cuando retornó a Francia fue rellamado por la Asamblea Nacional de 1871. Luchó en las últimas batallas y en el alzamiento de Montmartre del 28 de mayo de 1871 durante la Comuna de París de 1871. Fue llamado como testigo en el juicio a Bazaine.